# Tsukushi (ferry)
Pour les articles homonymes, voir Tsukushi.
Le Tsukushi (つくし, Tsukushi) est un ferry ayant appartenu à la compagnie japonaise Hankyu Ferry. Construit entre 2002 et 2003 aux chantiers Mitsubishi Heavy Industries de Shimonoseki, il est mis en service en juin 2003 sur les liaisons vers Kitakyūshū, au nord-est de l'île de Kyūshū, depuis Kobe. Remplacé sur sa route habituelle par le nouveau Yamato en 2020, il est dans un premier temps conservé par Hankyu Ferry et utilisé comme navire de réserve avant d'être retiré du service en mars 2021. Revendu en avril à la compagnie philippine 2GO Travel, il est rebaptisé 2GO Masagana.

## Histoire

### Origines et construction
Au début des années 2000, la compagnie Hankyu Ferry envisage de remplacer les jumeaux New Harima et New Seto par des unités neuves et plus performantes entre Kobe et Kitakyūshū.
Conçus sur la base des sister-ships Ferry Settsu et Ferry Suou, derniers nés de la compagnie, les futurs navires, baptisés Yamato et Tsukushi, sont cependant prévus pour être légèrement plus imposants. Ainsi, leur longueur est arrêtée à 195 mètres, permettant un accroissement de la capacité de roulage qui est portée à 229 remorques. Extérieurement, les jumeaux reprennent l'aspect général de la précédente paire avec leur cheminée unique, mais se singularisent toutefois par l'absence des ouïes latérales au niveau du pont garage supérieur, donnant à la coque une apparence plus massive. Si les aménagements intérieurs sont conçus d'une manière similaire, ceux-ci bénéficient toutefois d'ajouts par rapport aux navires précédents tels qu'une promenade intérieure ouverte sur la mer, à l'instar des navires de Shin Nihonkai Ferry, société sœur de Hankyu Ferry. Malgré une capacité passagère ramenée à 667 personnes, la qualité des locaux est considérablement revue à la hausse comme en témoigne la position des bains publics de façon à offrir aux occupants une vue sur la mer. 
Construit par les chantiers Mitsubishi Heavy Industries de Shimonoseki, le Tsukushi est mis sur cale le 6 décembre 2002 et lancé le 20 février 2003. Après quatre mois de finitions, il est livré à Hankyu Ferry dans le courant du mois de juin.

### Service

#### Hankyu Ferry (2003-2021)

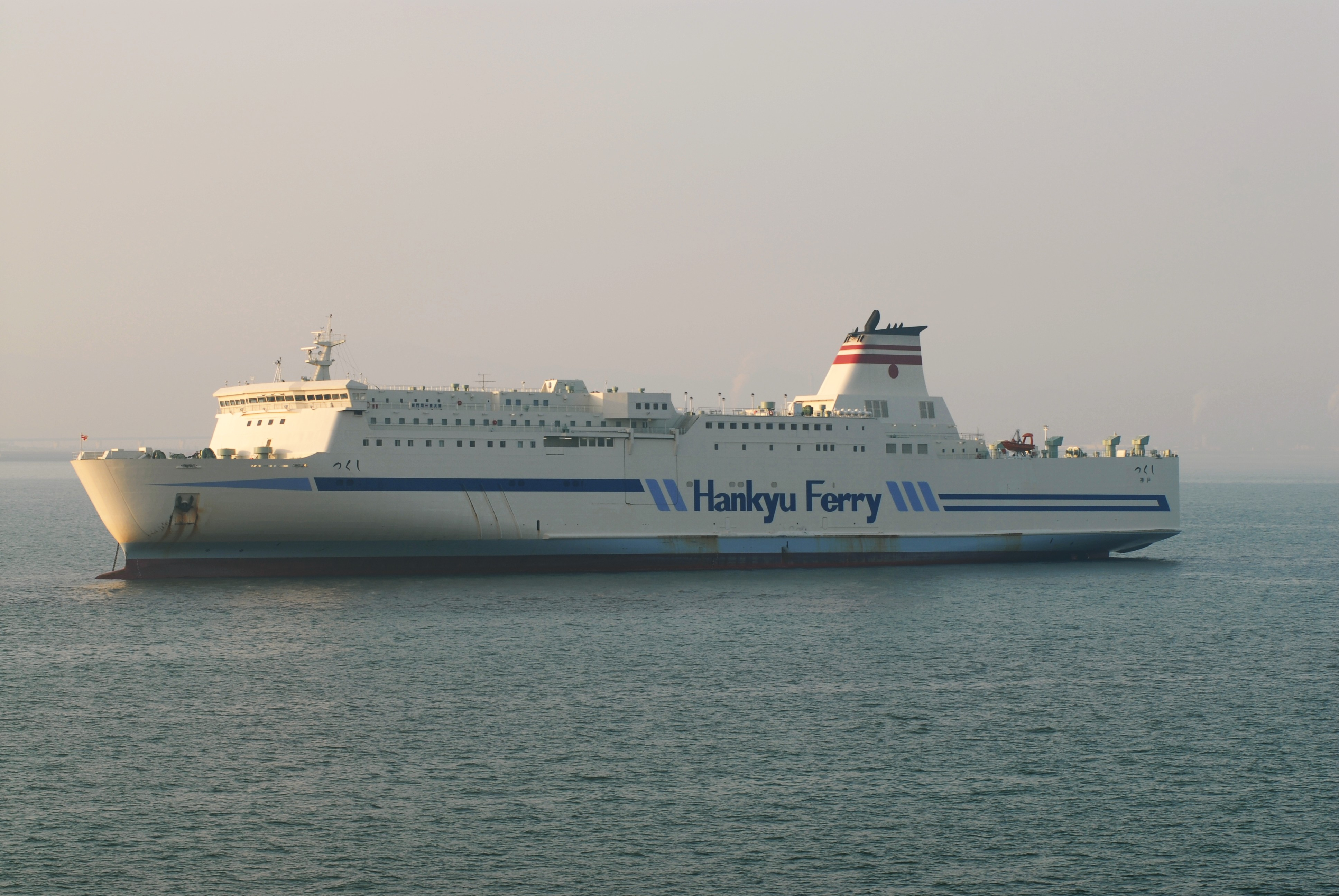
Le Tsukushi à Shinmoji en mars 2006.

Le Tsukushi commence son exploitation le 12 juin 2003 entre Kobe et Kitakyūshū en remplacement du New Seto. Il rejoint son sister-ship le Yamato mis en service trois mois auparavant.
À la fin des années 2010, Hankyu Ferry poursuit le renouvellement de sa flotte, entamé en 2015 avec la mise en service des jumeaux Izumi et Hibiki, en commandant une nouvelle paire de car-ferries destinés à remplacer le Yamato et le Tsukushi. Toutefois, à l'inverse du Yamato, vendu à l'étranger, le Tsukushi est alors prévu pour être conservé par Hankyu Ferry afin de renforcer la ligne au départ d'Ōsaka, qui enregistre à ce moment une forte hausse du trafic fret et passager, dès la mise en service du futur Yamato au mois de juin. Il devait, à l'occasion, être équipé d'un dispositif d'épuration de fumée au niveau de sa cheminée (scrubbers). Cependant, cette augmentation du trafic sera enrayée par la pandémie de Covid-19, entrainant une chute du trafic passager et l'annulation des traversées supplémentaires que le navire devait effectuer.
Conservé dans un premier temps par la compagnie, il est employé comme navire de réserve et couvre les arrêts techniques des autres navires de la flotte, en particulier les sister-ships Izumi et Hibiki qui sont équipés de scrubbers entre les mois d'août et d'octobre. Après avoir également pallié l'indisponibilité successive du Settsu et du Yamato au début de l'année 2021, le Tsukushi achève sa dernière traversée pour Hankyu Ferry le 22 mars entre Kobe et Kitakyūshū. À la fin du mois d'avril, il est cédé à la compagnie philippine 2GO Travel qui avait déjà fait quelques mois auparavant l'acquisition de son sister-ship l'ex-Yamato.

#### 2GO Travel (depuis 2021)
Réceptionné par son nouveau propriétaire, le navire quitte le Japon le 28 avril sous le nom de 2GO Masagana.

## Aménagements
Le Tukushi possède 8 ponts. Si le navire s'étend en réalité sur 10 ponts, deux d'entre eux sont inexistants au niveau des garages afin de permettre au navire de transporter du fret. Les locaux passagers occupent les ponts 5, 6 et 7 tandis que l'équipage loge à l'avant du pont 7, et à l'arrière du pont 5. Les garages se situent sur les ponts 1, 2, 3 et 4.

### Locaux communs
Les aménagements du Tsukushi comportent essentiellement un restaurant de 140 places situé au pont 6 au milieu du navire, des promenades intérieures, une grande terrasse extérieure sur le pont 7 et des installations dédiées au divertissement sur le pont 5 telles qu'un karaoké, une salle d'arcade et une salle de jeux pour enfants. Le navire est également équipé sur le pont 7 de deux bains publics traditionnels japonais avec vue sur la mer (appelés sentō), l'un pour les hommes à tribord, l'autre pour les femmes à bâbord, ainsi qu'une une boutique sur le pont 5. 

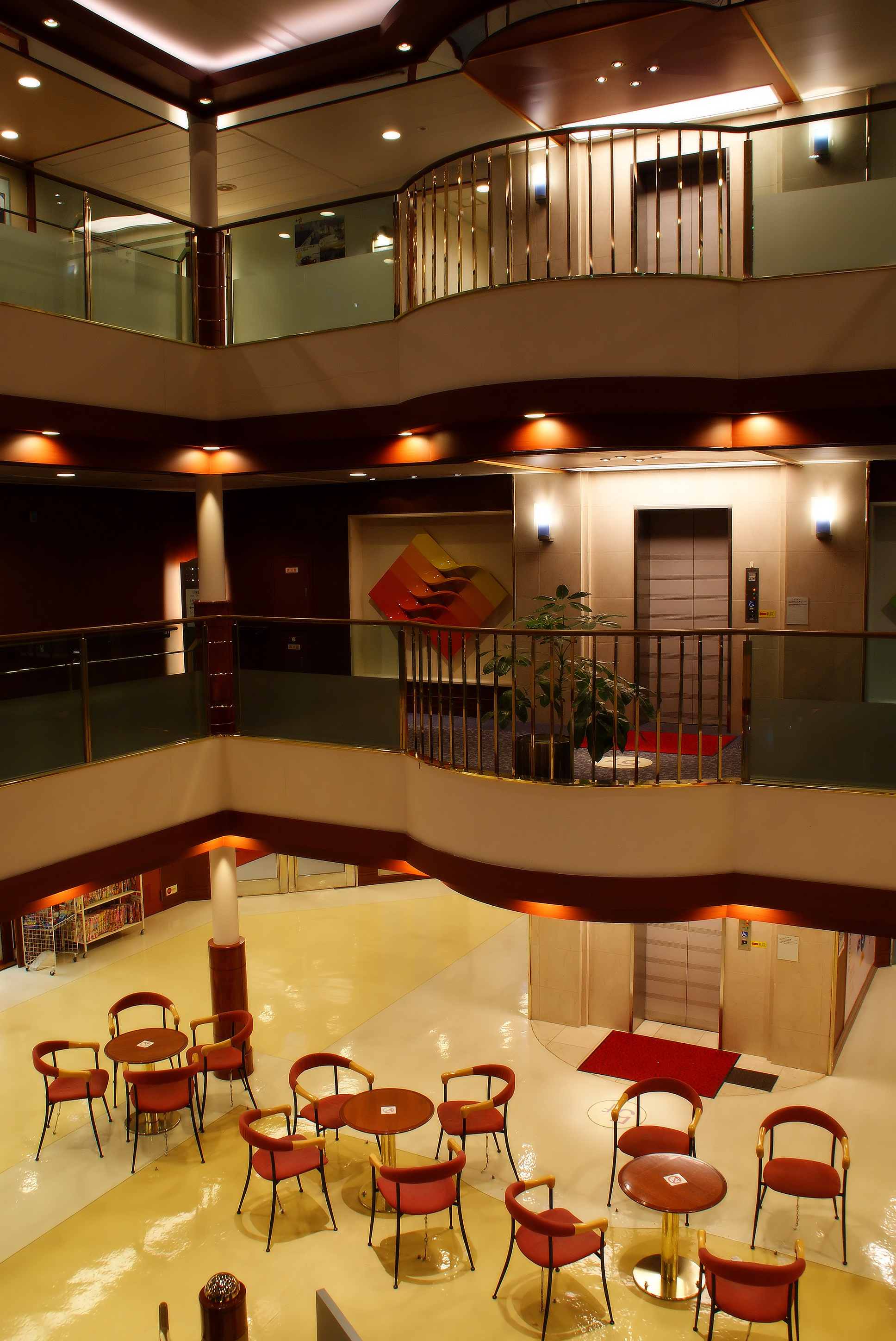
Atrium principal au milieu du navire.
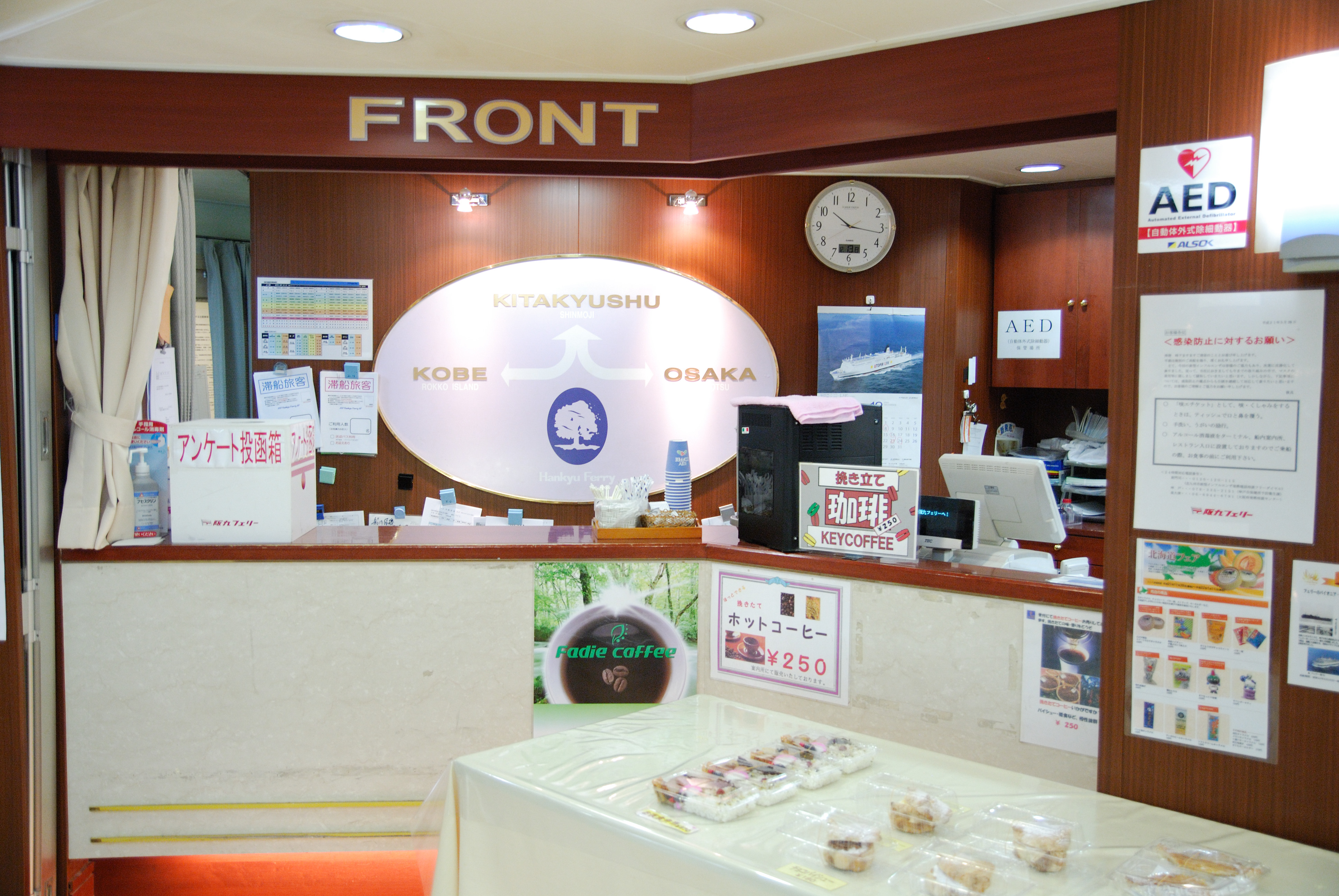
Bureau information sur le pont 5.
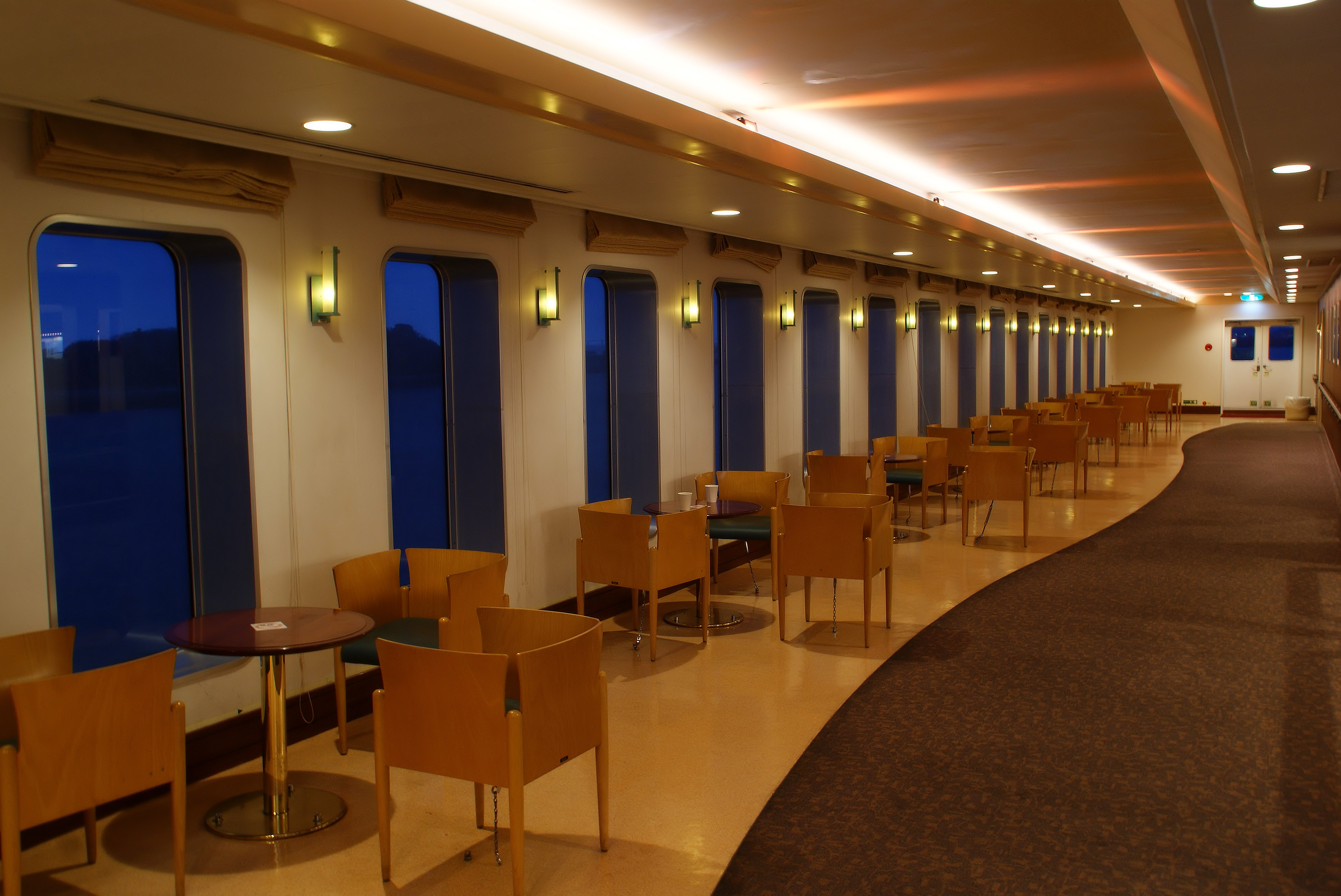
Promenade intérieure sur le pont 6.
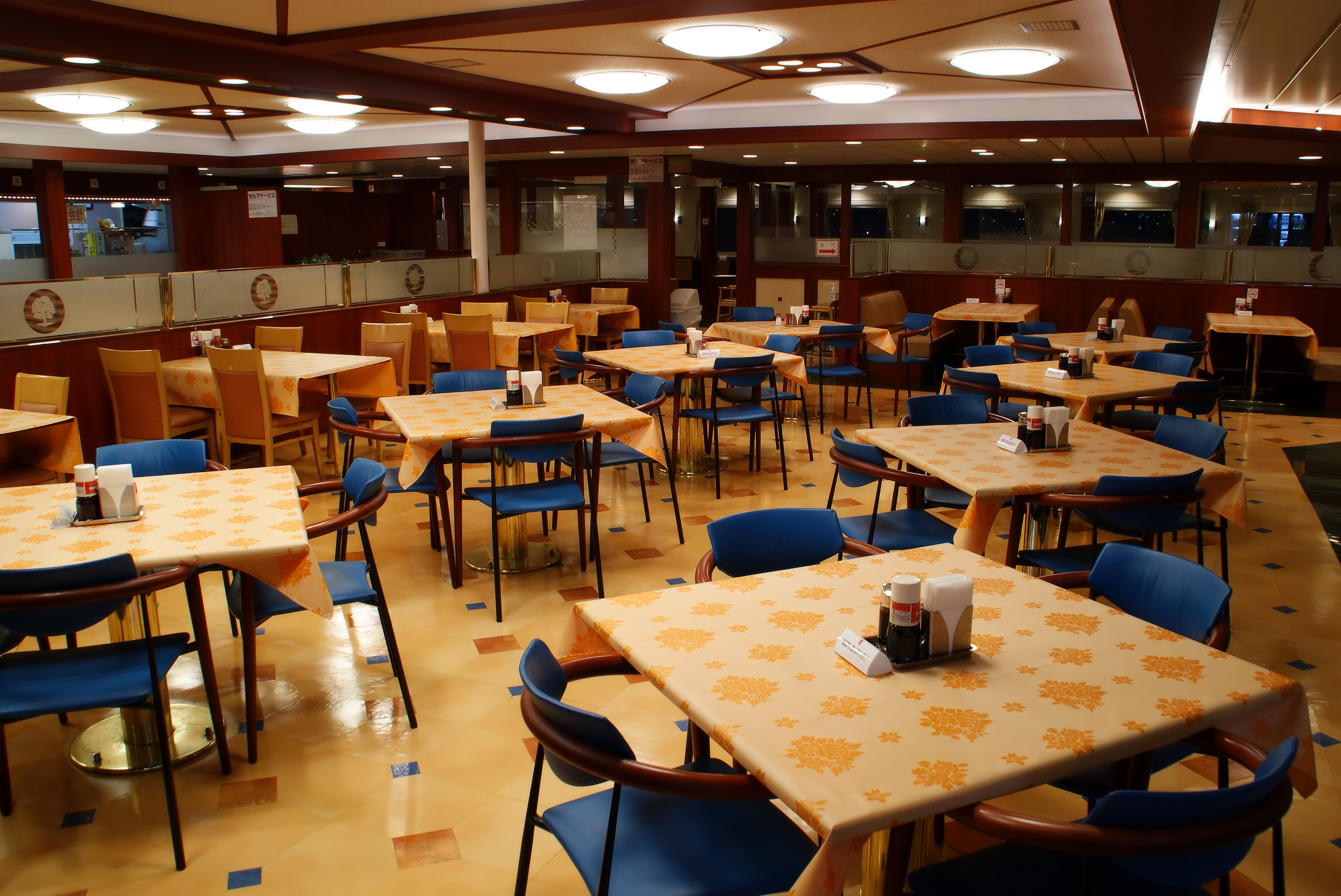
Restaurant du navire sur le pont 6.
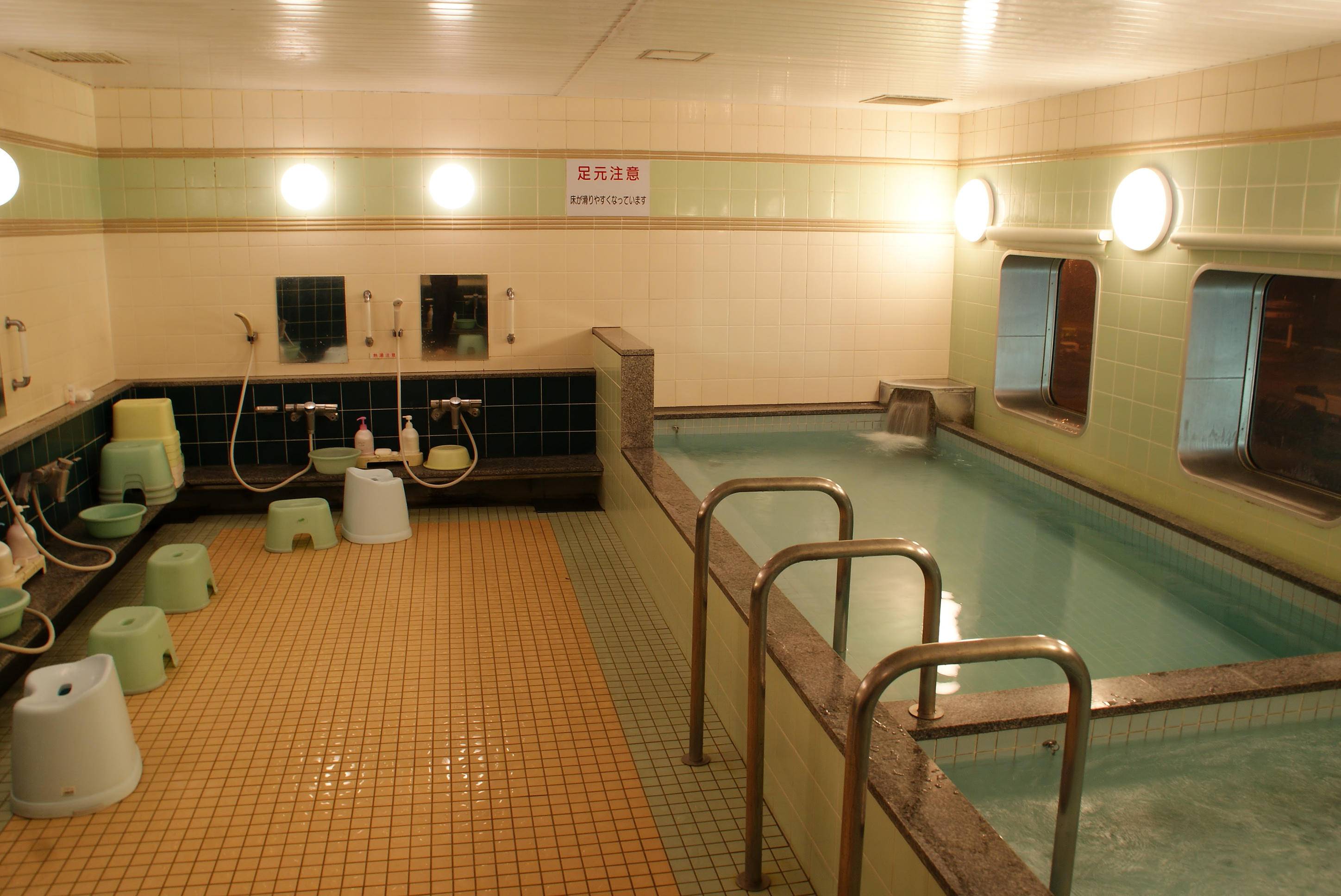
Bains publics traditionnels (sentō) sur le pont 7

### Cabines
À bord du Tsukushi, les cabines sont principalement situées à l'avant des ponts 5 et 6. Ainsi, le navire est équipé de quatre suites Deluxe d'une capacité de deux personnes sur le pont 7, 32 cabines classiques d'une capacité de deux personnes de style occidental, 12 cabines à trois de style japonais, 30 cabines internes de seconde classe à quatre et 20 individuelles. Le navire comporte aussi 15 dortoirs collectifs ainsi que 36 cabines individuelles.

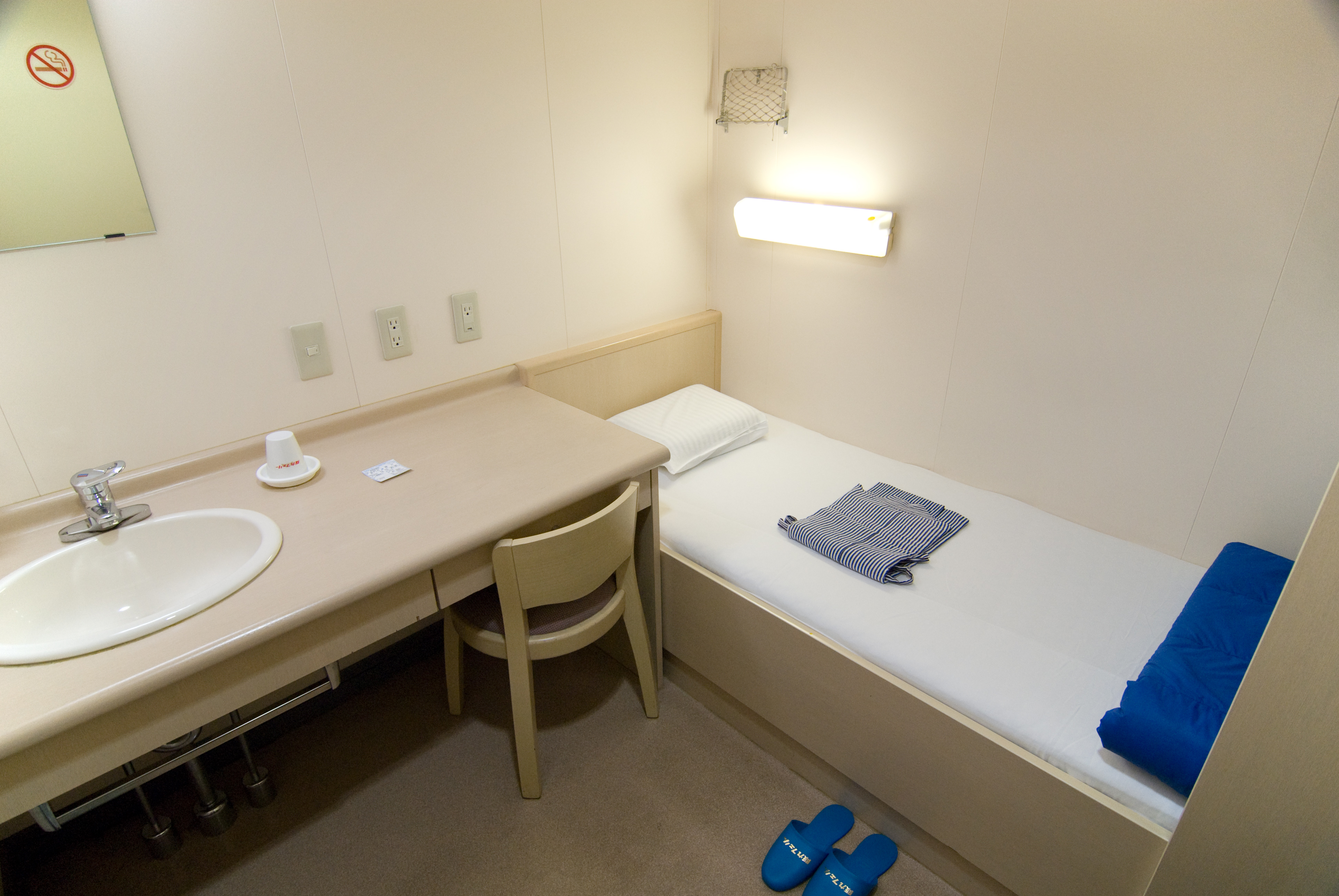
Cabine intérieure individuelle de seconde classe.

## Caractéristiques
Le Tsukushi mesure 195 mètres de long pour 26,40 mètres de large, son tonnage est de 13 353 UMS (ce qui n'est pas exact, le tonnage des car-ferries japonais étant défini sur des critères différents). Il peut embarquer 667 passagers et possède un spacieux garage pouvant embarquer 229 remorques et 138 véhicules. Le garage est accessible par l'arrière au moyen d'une porte rampe axiale mais aussi par l'avant. La propulsion du Tuskushi est assurée par deux moteurs diesel Wärtsilä 16V38B développant une puissance de 27 400 chevaux entrainant deux hélices à pas variables faisant filer le bâtiment à une vitesse de 23,5 nœuds. Il est aussi doté de deux propulseurs d'étrave ainsi qu'un stabilisateur anti-roulis. Les dispositifs de sécurité sont essentiellement composés de radeaux de sauvetage mais aussi d'une embarcation semi-rigide de secours. 

## Lignes desservies
Pour Hankyu Ferry de 2003 à 2020, le Tuskushi était principalement affecté à la liaison régulière entre Kobe et Kitakyūshū qu'il effectuait en traversée de nuit. À partir de 2020, il est utilisé comme navire de réserve et remplace les autres navires de la flotte durant leurs arrêts techniques jusqu'en mars 2021.